# 총괄평가
총괄평가(summative assessment)는 교수 프로그램의 개발이 모두 끝나고 실제 교육 현장에 활용된 뒤, 그 효과를 검증하기 위한 평가이다. 개발된 교수 프로그램을 사용할 것인지를 결정하는 데에 도움을 주는 정보를 총괄평가를 통해 얻을 수 있다.

## 종류
총괄평가는 전문가 평가와 현장평가로 이루어진다. 전문가 평가는 교수 프로그램이 교육 목표를 달성할 수 있는가를 전문가가 판단하는 것이다. 현장평가는 개발된 교수 프로그램을 실제로 활용한 뒤 그 효과를 판단하는 것이다.

## 같이 보기
- 형성 평가